# Покоління переможців
Покоління переможців (рос. Поколение победителей) — радянський історичний художній фільм 1936 року, знятий режисером Вірою Строєвою на кіностудії «Мосфільм».

## Сюжет
Фільм охоплює події 1896—1905 років — від перших революційних сходок до збройного повстання московських робітників на Красній Пресні. Петербурзькі студенти Олександр Михайлов і Євген Свєтлов, селянська дівчина Варвара Постникова, приїхавши в Москву, проходять складний шлях революціонерів-підпільників.

## У ролях
- Борис Щукін — Олександр Михайлов, син засудженого
- Микола Хмельов — Євген Свєтлов, меншовик
- Ксенія Тарасова — Софія Морозова, курсистка
- Віра Марецька — Варвара Постникова
- Микола Плотников — Степан Климов, робітник із заводу «Максвел»
- Володимир Канделакі — Ніко Гоцерідзе, бакинський робітник
- Марія Синельникова — Роза Штейн, майстриня
- Володимир Соловйов — Андрійко
- Георгій Чорноволенко — Картузов
- А. Трушин — Яшка, син Картузова
- Анатолій Горюнов — жандармський ротмістр
- Осип Абдулов — професор
- Інна Федорова — Сафронівна
- Ніна Петропавловська — дівчина
- Олександр Смирнов — робітник
- Клавдія Половикова — мати Свєтлова
- Олена Ануфрієва — вдова
- Володимир Весновський — Яким Іванович, городовий
- Павло Рожицький — судовий інспектор
- Анна Павлова — жінка з дитиною
- Ніна Зорська — дівчина
- Віктор Плотников — жандармський генерал

## Знімальна група
- Режисер — Віра Строєва
- Сценаристи — Серафима Рошаль, Віра Строєва
- Оператор — Леонід Косматов
- Композитор — Микола Крюков
- Художники — Олександр Жаренов, Йосип Шпінель